# Saint-Bueil
Cet article possède un paronyme, voir Bueil.
Saint- Bueil une commune française située dans le département de l'Isère en région Auvergne-Rhône-Alpes.
La plus grande partie de la commune se situe dans le val d'Ainan, au pied d'un vaste plateau et à proximité du massif de la Chartreuse. Saint- Bueil est une des communes adhérentes à la communauté d'agglomération du Pays voironnais.
Ses habitants  sont dénommés les Saint-Bueillois.

## Géographie

### Situation et description
Située dans la partie septentrionale du département de l'Isère, la commune de Saint-Bueil se positionne également au nord d'une petite région de collines connue localement sous le nom de Terres froides. Le petit village est traversé par l'Ainan, au pied du plateau du Grand Ratz.
Le centre du village se situe (par la route) à 85 km du centre de Lyon, préfecture de la région Auvergne-Rhône-Alpes et à 48 km de Grenoble, préfecture du département de l'Isère, ainsi qu'à 323 km de Marseille et 555 km de Paris.

### Climat
Pour des articles plus généraux, voir Climat d'Auvergne-Rhône-Alpes et Climat de l'Isère.
En 2010, le climat de la commune est de type climat des marges montargnardes, selon une étude du Centre national de la recherche scientifique s'appuyant sur une série de données couvrant la période 1971-2000. En 2020, Météo-France publie une typologie des climats de la France métropolitaine dans laquelle la commune est exposée à un climat de montagne ou de marges de montagne et est dans la région climatique Alpes du nord, caractérisée par une pluviométrie annuelle de 1 200 à 1 500 mm, irrégulièrement répartie en été.
Pour la période 1971-2000, la température annuelle moyenne est de 11,3 °C, avec une amplitude thermique annuelle de 18,4 °C. Le cumul annuel moyen de précipitations est de 1 298 mm, avec 9,7 jours de précipitations en janvier et 7,7 jours en juillet. Pour la période 1991-2020, la température moyenne annuelle observée sur la station météorologique de Météo-France la plus proche, « Pont-de-Beauvoisin », sur la commune du Pont-de-Beauvoisin à 7 km à vol d'oiseau, est de 11,8 °C et le cumul annuel moyen de précipitations est de 1 166,3 mm,. Pour l'avenir, les paramètres climatiques de la commune estimés pour 2050 selon différents scénarios d'émission de gaz à effet de serre sont consultables sur un site dédié publié par Météo-France en novembre 2022.

### Hydrologie
Le territoire de la commune est principalement bordé par l'Ainan, cours d'eau d'une longueur de 16 km qui conflue avec le Guiers sur le territoire voisin de Voissant, situé plus au nord à 280 m d'altitude.

### Voies de communication

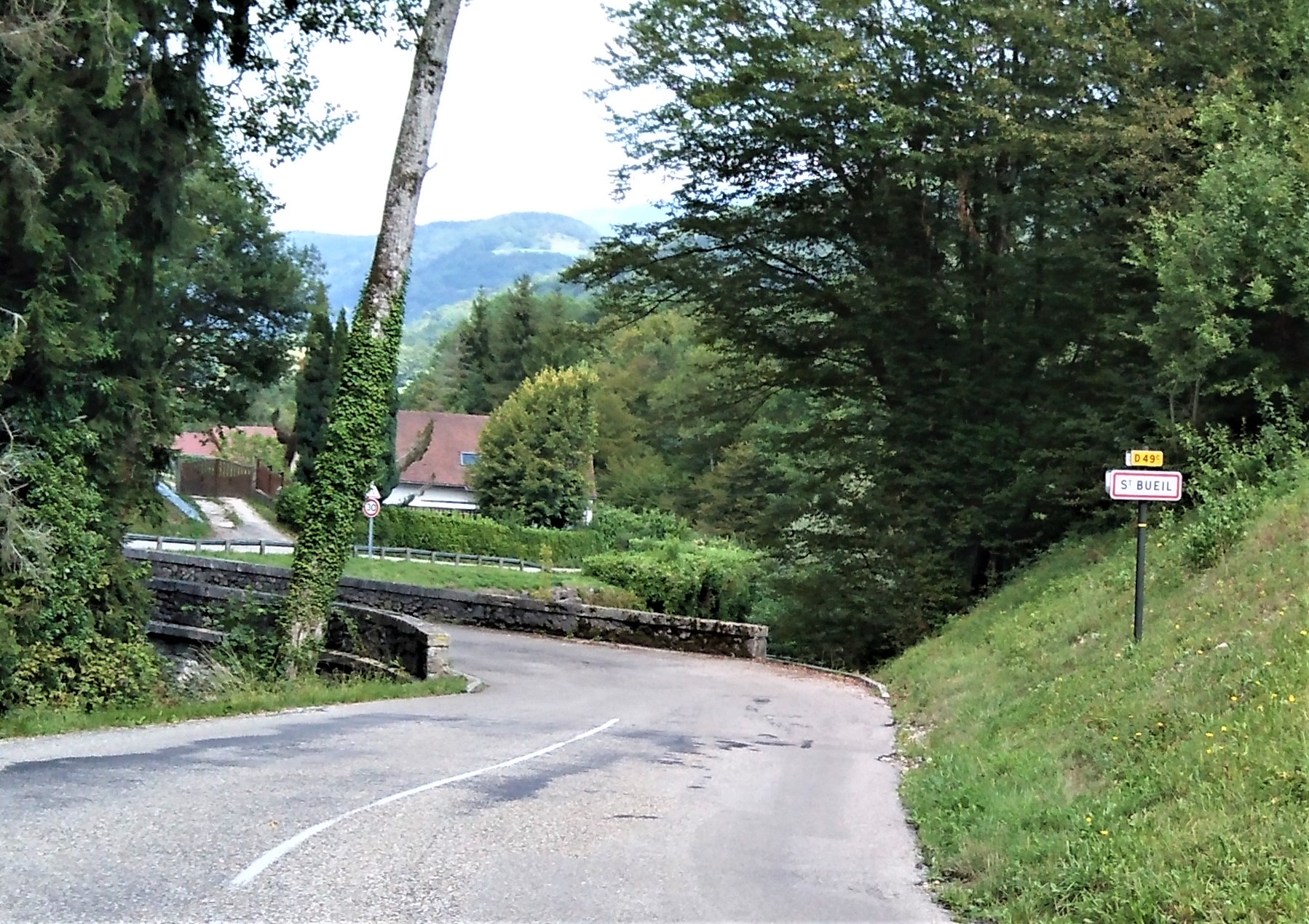
Entrée de Saint-Bueil par la RD49c

La commune est principalement desservie par la route départementale 82 (RD82) qui relie Chirens à Pont-de-Beauvoisin, et la RD49c qui dévie de la route départementale précédente pour desservir le centre du village avant de rejoindre la commune de Merlas.

## Urbanisme

### Typologie
Au 1er janvier 2024, Saint-Bueil est catégorisée commune rurale à habitat dispersé, selon la nouvelle grille communale de densité à sept niveaux définie par l'Insee en 2022.
Elle est située hors unité urbaine et hors attraction des villes,.

### Occupation des sols
L'occupation des sols de la commune, telle qu'elle ressort de la base de données européenne d’occupation biophysique des sols Corine Land Cover (CLC), est marquée par l'importance des territoires agricoles (64,1 % en 2018), une proportion identique à celle de 1990 (64,1 %). La répartition détaillée en 2018 est la suivante : 
zones agricoles hétérogènes (39,8 %), forêts (35,9 %), prairies (24,2 %). L'évolution de l’occupation des sols de la commune et de ses infrastructures peut être observée sur les différentes représentations cartographiques du territoire : la carte de Cassini (XVIIIe siècle), la carte d'état-major (1820-1866) et les cartes ou photos aériennes de l'IGN pour la période actuelle (1950 à aujourd'hui).

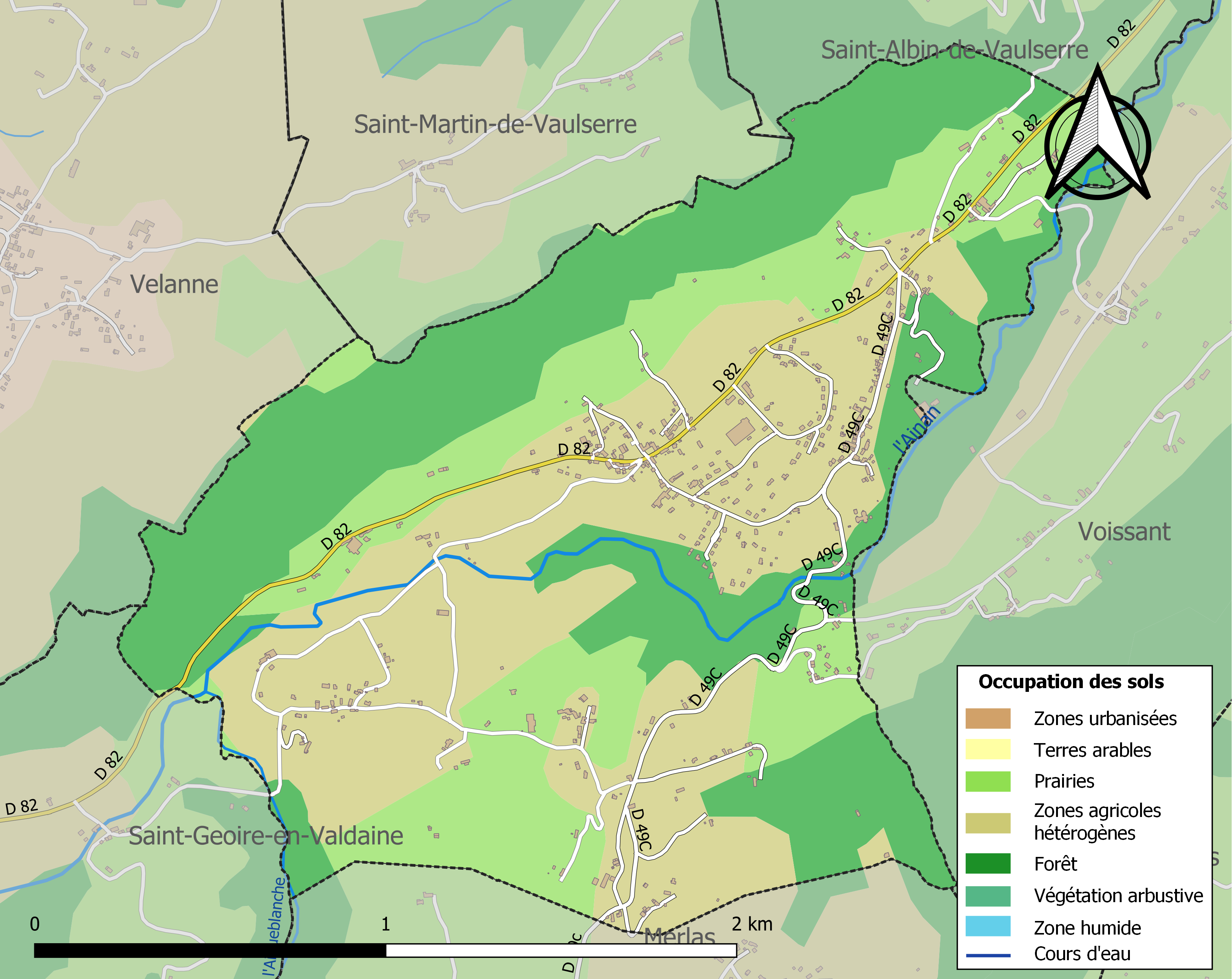
Carte des infrastructures et de l'occupation des sols de la commune en 2018 (CLC).

### Risques naturels et technologiques

#### Risques sismiques
L'ensemble du territoire de la commune de Saint-Bueil est situé en zone de sismicité no 4, non loin de la zone no 3 située plus à l'ouest.
| Type de zone | Niveau            | Définitions (bâtiment à risque normal) |
| ------------ | ----------------- | -------------------------------------- |
| Zone 4       | Sismicité moyenne | accélération = 1,6 m/s2                |

## Toponymie
Selon André Planck, auteur du livre L'origine du nom des communes du département de l'Isère, le nom de Saint-Bueil est une altération de Saint-Baudille, un que l'on retrouve dans Saint-Baudille-de-la-Tour et Saint-Baudille-et-Pipet, autres communes de l'Isère.

## Histoire

### Époque contemporaine
En 1790,la commune de Vaulserre était née du mandement de Vaulserre, auquel on avait ajouté la partie de la paroisse de Saint-Bueil qui appartenait jusqu'alors au mandement de Saint-Geoire. Après l'intermède des municipalités de canton, la commune de Vaulserre se scinda en 1801, donnant naissance aux communes de Saint-Albin de Vaulserre, Saint-Martin de Vaulserre, Saint-Bueil et Voissant.
Le 6 juin 2002, à la suite de violents orages, des coulées de boue et une crue subite de l'Ainan noient plusieurs habitations et équipements de Saint-Bueil. De nombreuses autres communes de la Valdaine sont touchées, et l'on déplore une victime à Saint-Geoire-en-Valdaine.

## Politique et administration

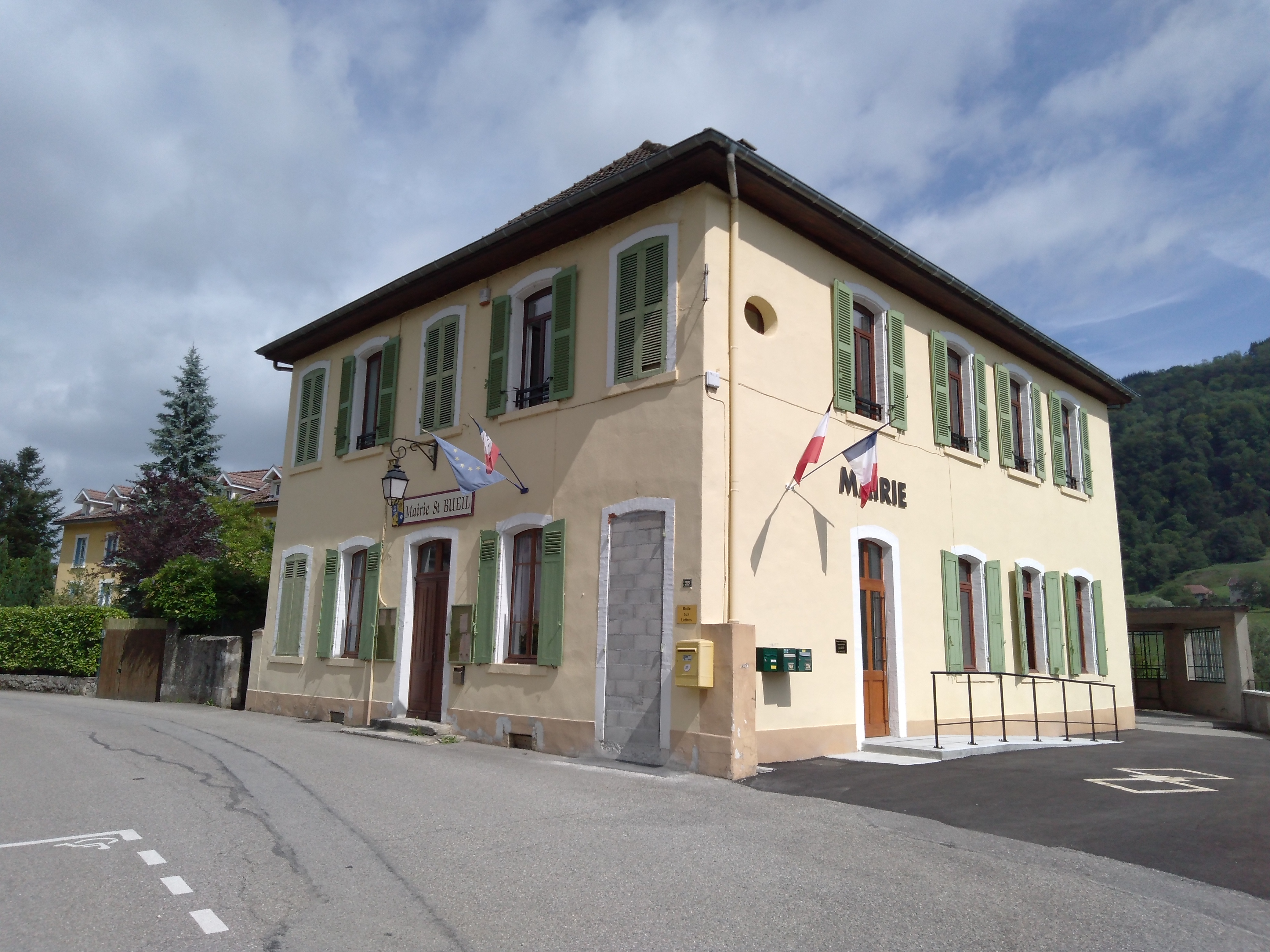
Mairie de Saint-Bueil

### Liste des maires
| Période                                  | Période  | Identité                 | Étiquette | Qualité |
| ---------------------------------------- | -------- | ------------------------ | --------- | ------- |
| 2001                                     | 2008     | Robert Montagnat-Rentier | SE        | -       |
| 2008                                     | 2014     | Daniel Jouravel          | SE        | -       |
| 2014                                     | En cours | Jean-Pierre Loconte      | SE        | Employé |
| Les données manquantes sont à compléter. |          |                          |           |         |

## Population et société

### Démographie
L'évolution du nombre d'habitants est connue à travers les recensements de la population effectués dans la commune depuis 1800. Pour les communes de moins de 10 000 habitants, une enquête de recensement portant sur toute la population est réalisée tous les cinq ans, les populations de référence des années intermédiaires étant quant à elles estimées par interpolation ou extrapolation. Pour la commune, le premier recensement exhaustif entrant dans le cadre du nouveau dispositif a été réalisé en 2004.

En 2022, la commune comptait 707 habitants, en évolution de −2,08 % par rapport à 2016 (Isère : +3,07 %, France hors Mayotte : +2,11 %).
| 1800 | 1806 | 1821 | 1831 | 1836 | 1841 | 1846 | 1851 | 1856 |
| ---- | ---- | ---- | ---- | ---- | ---- | ---- | ---- | ---- |
| 222  | 206  | 230  | 260  | 274  | 656  | 560  | 541  | 482  |

| 1861 | 1866 | 1872 | 1876 | 1881 | 1886 | 1891 | 1896 | 1901 |
| ---- | ---- | ---- | ---- | ---- | ---- | ---- | ---- | ---- |
| 430  | 512  | 555  | 606  | 673  | 736  | 760  | 734  | 755  |

| 1906 | 1911 | 1921 | 1926 | 1931 | 1936 | 1946 | 1954 | 1962 |
| ---- | ---- | ---- | ---- | ---- | ---- | ---- | ---- | ---- |
| 721  | 748  | 725  | 630  | 614  | 576  | 498  | 512  | 540  |

| 1968 | 1975 | 1982 | 1990 | 1999 | 2004 | 2006 | 2009 | 2014 |
| ---- | ---- | ---- | ---- | ---- | ---- | ---- | ---- | ---- |
| 534  | 516  | 585  | 559  | 628  | 684  | 694  | 701  | 704  |

| 2019 | 2022 | - | - | - | - | - | - | - |
| ---- | ---- | - | - | - | - | - | - | - |
| 724  | 707  | - | - | - | - | - | - | - |

### Enseignement
La commune est rattachée à l'académie de Grenoble.

### Manifestations culturelles et festivités
- Situé sur les hauteurs de la commune, le petit quartier du Perrier organise traditionnellement son concours de pétanque par les grosses chaleurs du mois d'août. Riche en traditions, de nombreuses fêtes annuelles y sont organisées. De nombreux entraînements de pétanque y sont pratiqués, afin de remporter les divers concours des communes limitrophes.
- En 2005 et 2006 s'est tenu un festival de rock de diverses influences. Ce projet est venu de jeunes du village qui ont eu le courage d'organiser un événement à Saint-Bueil. Avec en particulier le groupe local "Eagle4"

### Médias
Historiquement, le quotidien à grand tirage Le Dauphiné libéré consacre, chaque jour, y compris le dimanche, dans son édition Voironnais-Chartreuse, un ou plusieurs articles à l'actualité de la ville, ainsi que des informations sur les éventuelles manifestations locales, les travaux routiers, et autres événements divers à caractère local.

### Cultes
La communauté catholique et l'église de Saint-Bueil (propriété de la commune) dépendent de la paroisse Saint-Jacques de la Marche qui comprend vingt autres églises du secteur. Cette paroisse est rattachée au diocèse de Grenoble-Vienne.

## Culture locale et patrimoine

### Lieux et monuments

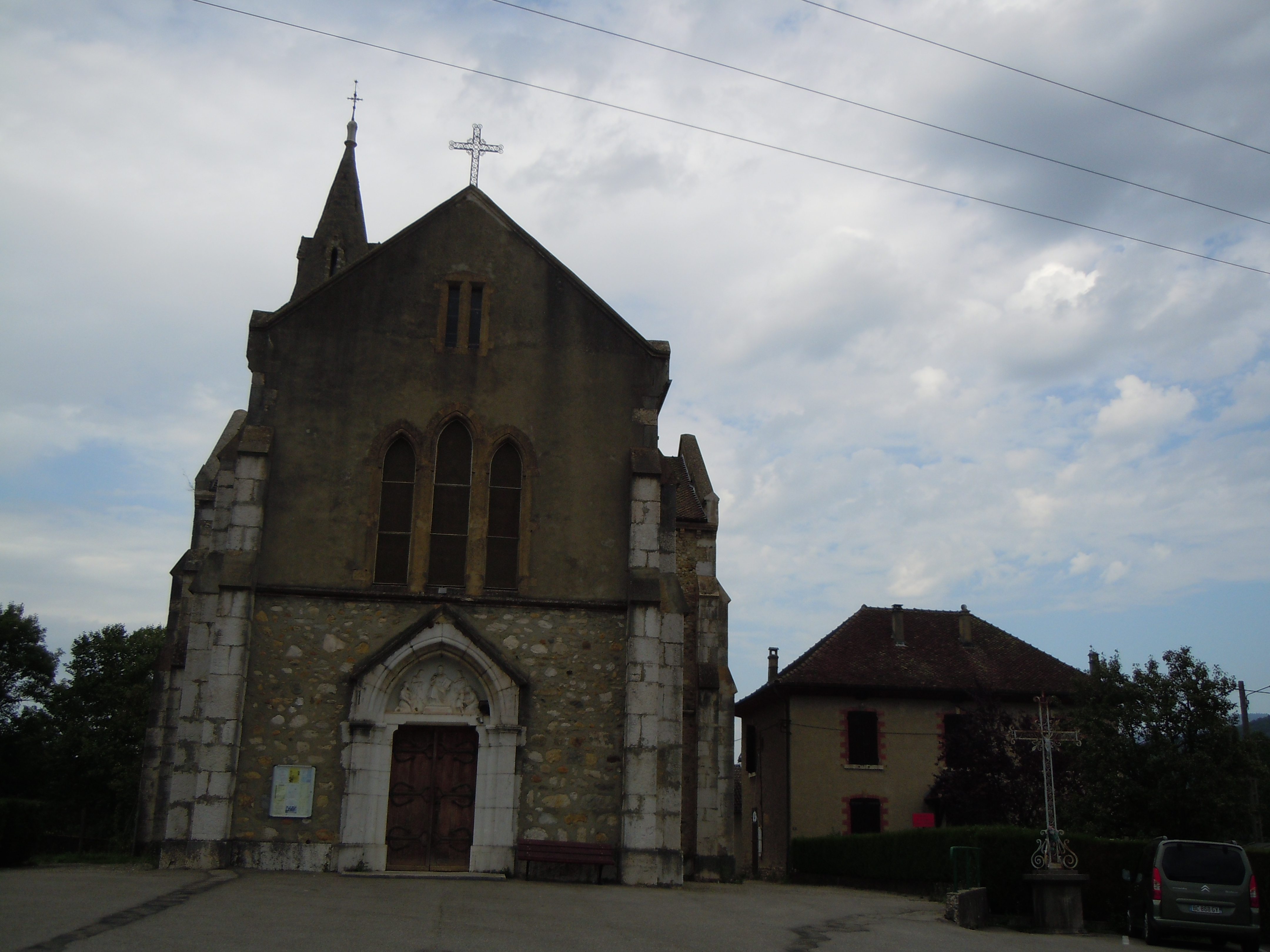
L'église et son presbytère.

- L'église Saint-Baudille de Saint-Bueil

### Héraldique
| Blason à dessiner | Blason  | Écartelé, le trait du coupé en chevron: au 1er d'azur à l'escalier en colimaçon d'argent soutenu de deux outils de menuisier du même, au 2e d'or à la roue crantée de gueules et à la navette du même, remplie d'argent posée en bande et brochant sur la roue en pointe à dextre, le tout soutenu d'un rameau de sinople posé en bande, au 3e d'or au grêlier de gueules déporté à dextre, au 4e d'azur au besant d'argent chargé d'une étoile de sinople et déporté à senestre, à la lyre de gueules brochant en pointe sur la partition. |
| Blason à dessiner | Détails | Officiel. |

## Pour approfondir